# Каплянский, Александр Александрович
Алекса́ндр Алекса́ндрович Капля́нский (14 декабря 1930, Ленинград — 18 ноября 2022, Санкт-Петербург) — советский и российский физик. Академик РАН (с 2003 года). Заведующий лабораторией Физико-технического института им. А. Ф. Иоффе РАН. Профессор Санкт-Петербургского государственного университета. Почётный доктор Санкт-Петербургского государственного университета. Лауреат Ленинской и Государственной премий.
Вёл исследования в области оптической спектроскопии твёрдого тела. Его научные труды, опубликованные после 1975 года, были процитированы более 3000 раз. Индекс Хирша — 32.

## Биография, карьера
Родился в семье Александра Евсеевича Каплянского (1898 — 1968), видного специалиста в области электротехники, его дядя — известный скульптор Борис Евсеевич Каплянский (1903 — 1985). В 1910 г. семья Каплянских переехала из Москвы в Санкт-Петербург и поселилась на Васильевском Острове. Отец и дядя окончили частную мужскую гимназию К.И. Мая на Васильевском острове. Александр Евсеевич учился в гимназии с 1911 г. по 1915 г. После окончания с золотой медалью Ленинградского электротехнического института им. Ульянова-Ленина (ЛЭТИ) в 1925 г. он в течение ряда лет работал на заводе «Электросила» инженером испытательной станции, а затем руководителем бюро по капитальному электростроительству. Одновременно Александр Евсеевич работал в ЛЭТИ ассистентом кафедры теории переменных токов. Жил он на Столярном переулке, д. 5.
В 1953 году окончил физический факультет Ленинградского государственного университета. После университета был принят в аспирантуру в Ленинградский физико-технический институт. В 1957 году под руководством Е. Ф. Гросса защитил кандидатскую диссертацию, посвящённую проблеме обнаружения и исследования линейчатой структуры края фундаментального поглощения полупроводников, связанной с оптическим возбуждением экситонов. В 1967 году защитил докторскую диссертацию по теме «Пьезоспектроскопия кристаллов». Длительное время заведовал лабораторией спектроскопии твёрдого тела Физико-технического института им. А. Ф. Иоффе РАН.
В 1987 году избран членом-корреспондентом АН СССР, академик РАН c 2003 года. Был членом СПбНЦ РАН.
Являлся главным редактором журнала «Физика твёрдого тела», входил в состав редколлегии журнала «Успехи физических наук».
Заведовал филиалом кафедры физики твёрдого тела физического факультета в ЛФТИ.

## Научные достижения
Каплянский — автор ряда прорывных работ по спектроскопии твёрдого тела. Открыл явление оптической анизотропии кубических кристаллов в области экситонного резонанса, обнаружил расщепление линий экситонных переходов под действием одноосного упругого сжатия кристалла, а также обратимое расщепление спектральных линий примесных спектров в кристаллах под действием направленной упругой деформации.
Совместно с коллегами детально изучил структурный фазовый ферроэластический переход в новом классе диэлектрических кристаллов (галогениды ртути), обладающих уникальными анизотропными свойствами. Опубликовал серию трудов, в которых оптическими методами исследованы терагерцовые неравновесные фононы в кристаллических и некристаллических материалах, в системах с квантовыми ямами, керамиках, волокнах.
В примесных диэлектриках (концентрированный рубин) открыл спонтанное образование под действием оптического возбуждения устойчивых доменов сильного поля (~1 МВ/см), установил механизм аномальных фотоэлектрических явлений в рубине. Развивал исследования пористых диэлектриков, в частности, впервые наблюдал неравновесные нижайшие размерно-квантовые субтерагерцовые акустические колебания сферических наночастиц, изучал «фотонные кристаллы».

## Награды
- Лауреат Ленинской премии (в составе группы, за 1966 год) — за теоретические и экспериментальные исследования экситонов в кристаллах
- Лауреат Государственной премии СССР (1975) — за цикл работ по созданию нового оптического метода исследования сложных примесных центров и дефектов в кристаллах (1953—1972)
- Награждён орденом Почёта (1999)
- Лауреат премии Гумбольдта (1997)
- Лауреат премии им. А. Ф. Иоффе (2008, совм. с С.А. Басуном и Б.В. Новиковым) — за цикл работ «Спектроскопические исследования фотоэлектрических явлений в кристаллах»
- Награждён орденом Дружбы (2010)
- Лауреат премии имени Д. С. Рождественского (совместно с А. К. Пржевуским, С. П. Феофиловым, за 2013 год) — за цикл работ «Спектроскопические исследования структуры примесных центров и электронных процессов в диэлектриках, содержащих ионы редких земель и переходных металлов»
- Золотая медаль имени П. Н. Лебедева РАН (2021) — за цикл работ «Фотоннокристаллические опалоподобные структуры: синтез и исследования оптических свойств»